# 墨脱四苞蓝
墨脱四苞蓝（学名：Strobilanthes nagaensis）是爵床科紫云菜属的植物。分布在印度以及中国大陆的西藏等地，生长于海拔800米至1,200米的地区，一般生长在林下，目前尚未由人工引种栽培。